# 拉莫耶 (伊利諾伊州)
拉莫耶（英語：La Moille）是位於美國伊利諾伊州比羅縣的一個村落。

## 地理
拉莫耶的座標為41°31′45″N 89°16′52″W / 41.52917°N 89.28111°W，而該地最高點為海拔高度244米（即801英尺）。

## 人口
根據2010年美國人口普查的數據，拉莫耶的面積為3.10平方千米，當中陸地面積為3.10平方千米，而水域面積為0.00平方千米。當地共有人口726人，而人口密度為每平方千米234人。